# Selección femenina de sóftbol de Gran Bretaña
La selección femenina de sóftbol de Gran Bretaña es el equipo nacional de Gran Bretaña. El equipo compitió en el Campeonato Mundial de Sóftbol Femenino de 1994 en San Juan de Terranova, donde terminaron vigésimo tercero. El equipo compitió en el Campeonato Mundial de Sóftbol Femenino de 2006 en Pekín, China, donde terminaron décimos. El equipo compitió en el Campeonato Mundial de Sóftbol Femenino de 2010 en Caracas, Venezuela, donde terminaron undécimo.